# 18238 Френкшу
18238 Френкшу (18238 Frankshu) — астероїд головного поясу, відкритий 29 вересня 1973 року.
Тіссеранів параметр щодо Юпітера — 3,208.